# Luzzi Wolgensinger
Luzzi Wolgensinger (* 3. März 1915 in Bukarest als Lucia Herzog; † 23. Dezember 2002 in Zürich; heimatberechtigt in Zürich und Mosnang) war eine Schweizer Fotografin.

## Leben und Werk
Lucia „Luzzi“ Herzog wuchs in Bukarest und Zürich auf. Sie studierte an der Fotoklasse der Kunstgewerbeschule Zürich bei Hans Finsler. Dort lernte sie ihren späteren Ehemann Michael Wolgensinger kennen.